# Всадник (минный крейсер)
«Всадник» — минный крейсер типа «Казарский» Российского императорского флота, входил в состав Первой Тихоокеанской эскадры.
Участвовал по командованием капитана 2 ранга М. Г. Невинского в манёврах и учениях русской объединённой эскадры в районе китайского порта Чифу в 1895 году.

## Русско-японская война

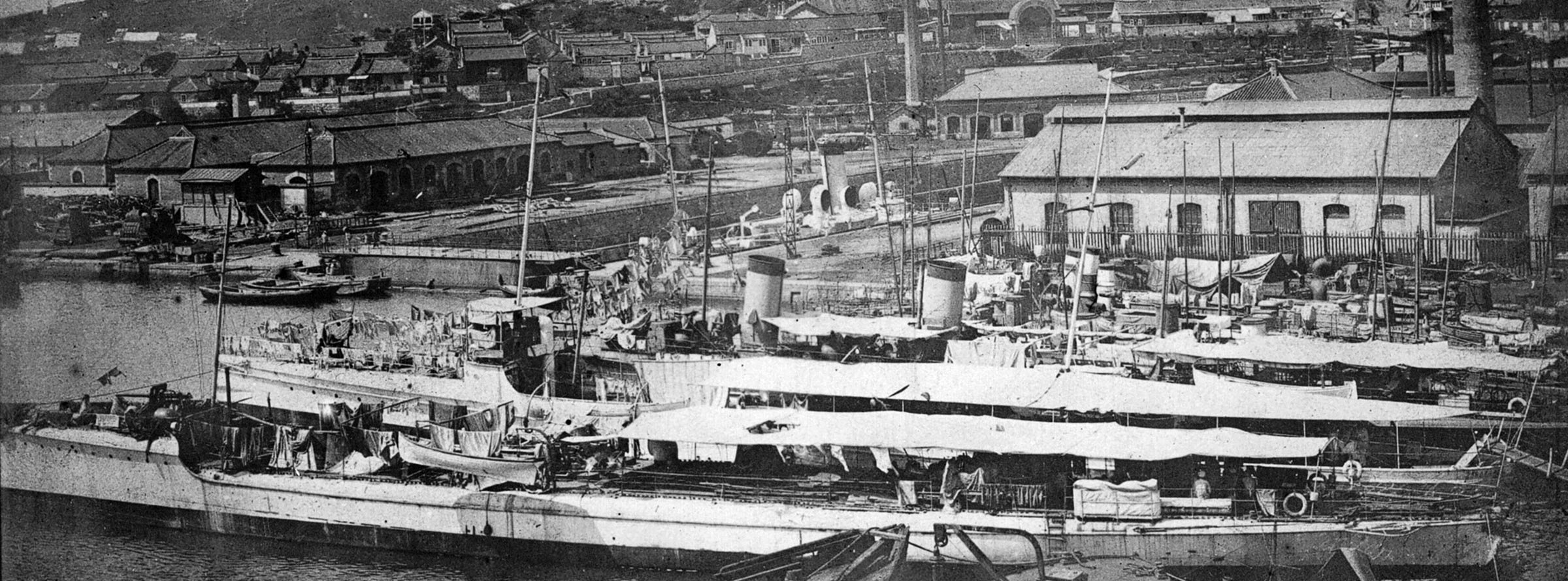
Минные крейсера «Всадник» и «Гайдамак» в Порт-Артуре, 1901 год.

С приездом адмирала С. О. Макарова на долю «Всадника» и «Гайдамака» выпало траление пути перед эскадрой; оба крейсера участвовали во всех выходах эскадры при Макарове
2 декабря 1904 года «Всадник» затонул на внутреннем рейде Порт-Артура от попаданий японских снарядов.
В честь крейсера были названы бухта и пролив (Желтое море, острова Личаншань, обследованы гидрологической экспедицией в 1899—1901 гг.).

## В японском флоте
После окончания русско-японской войны «Всадник» поднят, восстановлен и в 1906 году введен в состав Японского императорского флота под названием «Макигумо». Классифицирован как миноносец. Сдан на слом в 1914 году.

## Командиры
- 01.01.1893 — 18.09.1895 — капитан 2-го ранга Невинский, Михаил Генрихович
- 18.09.1895 — хх.хх.1896 — капитан 2-го ранга Греве, Николай Романович
- 189х — 1897 Рогуля, Евгений Петрович
  - 1898 — 1898 — капитан 2-го ранга Бойсман, Василий Арсеньевич (временно)
- 12.01.1898 — хх.хх.1899 — капитан 2-го ранга Игнациус Василий Васильевич
- 19.07.1899 — 24.08.1900 — капитан 2-го ранга Паренаго, Николай Николаевич
- 24.08.1900 — хх.хх.1901 — капитан 2-го ранга Трусов, Евгений Алексеевич
- хх.хх.1901 — хх.хх.1902 — капитан 2-го ранга Загорянский-Кисель, Андрей Сергеевич
- хх.хх.1902 — хх.хх.1903 — капитан 2-го ранга Бубнов, Михаил Владимирович[3]
- хх.хх.1903 — 06.10.1903 — капитан 2-го ранга Давыдов, Александр Васильевич
- 01.01.1904 — хх.04.1904 — Стронский, Николай Васильевич
- 04.1904—05.1904 Лазарев, Андрей Максимович
- 05.1904—12.1904 Опацкий, Леонид Петрович